# Elmira Karapetyan
Elmira Karapetyan (Էլմիրա Կարապետյան en arménien) née le 18 mai 1994 à Yerevan, est une tireuse sportive professionnelle arménienne. Elle est également une athlète olympique dans cette discipline.

## Biographie
Aux Jeux européens de 2023 ayant eut lieu à Cracovie, elle a remporté une médaille d'argent dans l'épreuve mixte pistolet 10 m. Elle a également remporté une médaille de bronze aux Championnats d'Europe de tir à 10 m 2023, dans l'épreuve du pistolet 10 m.
Le 12 septembre 2023, elle remporte au Brésil la coupe du monde (médaille d'or) de tir au pistolet (10 mètres 60 coups) en catégorie féminine.

### Jeux Olympiques
Elle participe aux Jeux olympiques d'été de 2020 à l'épreuve de tir de pistolet à air comprimé (10 m).
Aux championnats du monde de tir 2022 qui se sont déroulés au Caire, elle réussit à se qualifier pour les Jeux olympiques de 2024 à Paris.